# Beatriz Pereira de Alvim
Beatrix Pereira de Alvim (1380 – 1415) byla portugalská šlechtična, jediným dospělosti se doživším potomkem Nuna Álvarese Pereiry a jeho manželky Eleonory de Alvim.

## Život
8. listopadu 1401 se provdala za Alfonse z Braganzy, nemanželského syna krále Jana I. Portugalského.
Beatrix Zemřela ještě předtím, než se její manžel stal vévodou z Braganzy.
Alfonso a Beatrix spolu měli tři děti:
- Alfons z Braganzy a Valencie
- Isabela z Braganzy
- Ferdinand I. z Braganzy